# Слуцкий мясокомбинат
Слуцкий мясокомбинат (бел. Слуцкі мясакамбінат) – предприятие пищевой промышленности Беларуси, расположенное в городе Слуцк Минской области.

## История
В 1932 году убойная площадка скота была преобразована в комбинат мощностью 300 кг колбасных изделий в сутки. В 1944 году был создан птицекомбинат. В 1966 году птицекомбинат был преобразован в мясокомбинат. В 1973 году начата реконструкция мясокомбината, в 1976 году сдана в эксплуатацию первая очередь, в 1977 году – вторая и третья очереди. В 1976 году существующий и новый комбинаты были объединены. К 1983 году мясокомбинат вышел на проектную мощность. В 1995 году мясокомбинат преобразован в открытое акционерное общество (по другой информации, преобразование произошло в 1996 году).
По состоянию на 2002 год мясокомбинат производил мясо, колбасные изделия, пищевой жир, субпродукты, сухие корма, мясные консервы, полуфабрикаты, шкуры, эндокриноферментное сырьё, натуральную колбасную оболочку, а также хлебобулочные изделия. В 2000 году был введён в эксплуатацию участок по выпуску консервов, в 2009 году – пельменная линия. В 2015 году в агрогородке Греск был построен свиноводческий комплекс на 24 тысячи голов. В 2019 году был введён в эксплуатацию бокс для халяльного убоя скота.

## Современное состояние
Комбинат производит колбасные изделия (варёные, варёно-копчёные, полукопчёные, сырокопчёные, сыровяленые, сырые, из субпродуктов), ветчины, сосиски, сардельки, копчёности из свинины и говядины, шашлыки, фарш, пельмени, консервы, хинкали, мясной рийет, мясные чипсы, сервировочную нарезку.
По итогам 2023 года выручка мясокомбината составила 263,7 миллионов рублей (более 83 миллионов долларов), чистый убыток составил 180 тысяч рублей (более 55 тысяч долларов), непокрытый убыток на 1 января 2024 года составил 120,5 миллиона рублей, долгосрочные обязательства – 139,2 миллиона рублей.
По состоянию на 1 января 2024 года 92,04% акций были в государственной собственности (63,76% – в собственности Миноблисполкома, 28,28% – Слуцкого райисполкома). Всего акции были разделены между 14 юридическими лицами и 4959 физическими лицами, в 2023 и 2024 годах выплата дивидендов не осуществлялась.
В 2016 году на мясокомбинате работало 2069 человек, в 2022 году – 1643 человека.